# Arquelau da Capadócia
Arquelau foi um rei da Capadócia, na época um reino vassalo do Império Romano.
Ele era neto ou bisneto de Arquelau, que foi general de Mitrídates VI do Ponto. Ele era parente de Arquelau, o segundo marido de Berenice IV do Egito, possivelmente seu sobrinho, filho ou neto.
Historiadores modernos [carece de fontes?] o identificam com Sisina, que disputou o trono da Capadócia com Ariarates; Marco Antônio decidiu-se por Sisine, por causa da beleza de sua mãe, Glafira.
Sua filha, Glafira, casou-se com Alexandre, filho de Herodes, o Grande, e teve três filhos, dos quais conhece-se o nome de Alexandre e Tigranes. Glafira também se casou com Juba II, rei da Líbia,  e com Arquelau, outro filho de Herodes.